# Svetovno prvenstvo v hokeju na ledu 1987
Svetovno prvenstvo v hokeju na ledu 1987 je bilo dvainpetdeseto Svetovno prvenstvo v hokeju na ledu. Potekalo je med 13. marcem in 3. majem 1987 na Dunaju, Avstrija (skupina A), v Canazeiu, Italija (skupina B), Københavnu, Danska (skupina C) in Perthu, Avstralija (skupina D). Zlato medaljo je osvojila švedska reprezentanca, srebrno sovjetska, bronasto pa češkoslovaška, v konkurenci osemindvajsetih reprezentanc, štiriindvajsetič tudi jugoslovanske, ki je osvojila dvajseto mesto. To je bil za švedsko reprezentanco četrti naslov svetovnega prvaka. Prvič je Svetovno prvenstvo potekalo v štirih kakovostnih skupinah, A, B, C in D.

## Dobitniki medalj
| Zlato | Srebro | Bron |
| ŠvedskaAnders Bergman Ake Lilljebjörn Peter Lindmark Tommy Albelin Peter Andersson Anders Eldebrink Lars Karlsson Mats Kihlström Robert Nordmark Magnus Svensson Mikael Andersson Jonas Bergqvist Anders Carlsson Thom Eklund Bengt-Ake Gustafsson Hakan Loob Lars Molin Matti Pauna Lars-Gunnar Pettersson Thomas Rundqvist Tomas Sandström Hakan Södergren Peter Sundström | Sovjetska zvezaJevgenij Belošejkin Vitālijs Samoilovs Valerij Kamenski Aleksej Gusarov Vjačeslav Fetisov Igor Larionov Aleksej Kasatonov Sergej Makarov Vladimir Krutov Vasilij Pervuhin Zinetula Biljaletdinov Andrej Homutov Vjačeslav Bikov Sergej Starikov Sergej Svetlov Igor Stelnov Aleksander Semak Anatolij Semjonov Jurij Hmiljov Mihail Varnakov Mihail Vasiljev Sergej Milnikov Sergej Prjahin | ČeškoslovaškaDominik Hašek Jaromír Šindel Karel Lang Drahomír Kadlec Jaroslav Benák Antonín Stavjaňa Bedřich Ščerban Luděk Čajka Miloslav Hořava Mojmír Božík Libor Dolana Jiří Kučera Petr Vlk David Volek Jiří Hrdina Jiří Doležal Petr Rosol Vladimír Růžička Igor Liba Jiří Šejba Dušan Pašek František Černý Rostislav Vlach |

## Tekme

### SP Skupine A

#### Predtekmovanje
Prve štiri reprezentance so se uvrstile v boj za 1. do 4. mesto, ostale v boj za obstanek.
| 17. april 1987 | Sovjetska zveza | 13 – 5 | Švica | Dunaj, Avstrija |

| Poročilo tekme | Poročilo tekme | Poročilo tekme            | Poročilo tekme | Poročilo tekme |
| -------------- | -------------- | ------------------------- | -------------- | -------------- |
|                |                | ( 6 - 1 , 3 - 2 , 4 - 2 ) |                |                |

| 17. april 1987 | Zahodna Nemčija | 0 – 3 | Švedska | Dunaj, Avstrija |

| Poročilo tekme | Poročilo tekme | Poročilo tekme            | Poročilo tekme | Poročilo tekme |
| -------------- | -------------- | ------------------------- | -------------- | -------------- |
|                |                | ( 0 - 2 , 0 - 1 , 0 - 0 ) |                |                |

| 17. april 1987 | Češkoslovaška | 5 – 2 | Finska | Dunaj, Avstrija |

| Poročilo tekme | Poročilo tekme | Poročilo tekme            | Poročilo tekme | Poročilo tekme |
| -------------- | -------------- | ------------------------- | -------------- | -------------- |
|                |                | ( 3 - 0 , 2 - 1 , 0 - 1 ) |                |                |

| 17. april 1987 | Kanada | 3 – 1 | ZDA | Dunaj, Avstrija |

| Poročilo tekme | Poročilo tekme | Poročilo tekme          | Poročilo tekme | Poročilo tekme |
| -------------- | -------------- | ----------------------- | -------------- | -------------- |
|                |                | ( 1 - 0, 1 - 0, 1 - 1 ) |                |                |

| 18. april 1987 | Finska | 3 – 2 | Švica | Dunaj, Avstrija |

| Poročilo tekme | Poročilo tekme | Poročilo tekme            | Poročilo tekme | Poročilo tekme |
| -------------- | -------------- | ------------------------- | -------------- | -------------- |
|                |                | ( 1 - 1 , 2 - 1 , 0 - 0 ) |                |                |

| 18. april 1987 | Švedska | 6 – 2 | ZDA | Dunaj, Avstrija |

| Poročilo tekme | Poročilo tekme | Poročilo tekme          | Poročilo tekme | Poročilo tekme |
| -------------- | -------------- | ----------------------- | -------------- | -------------- |
|                |                | ( 1 - 0, 4 - 1, 1 - 1 ) |                |                |

| 18. april 1987 | Sovjetska zveza | 7 – 0 | Zahodna Nemčija | Dunaj, Avstrija |

| Poročilo tekme | Poročilo tekme | Poročilo tekme          | Poročilo tekme | Poročilo tekme |
| -------------- | -------------- | ----------------------- | -------------- | -------------- |
|                |                | ( 0 - 0, 3 - 0, 4 - 0 ) |                |                |

| 18. april 1987 | Kanada | 1 – 1 | Češkoslovaška | Dunaj, Avstrija |

| Poročilo tekme | Poročilo tekme | Poročilo tekme          | Poročilo tekme | Poročilo tekme |
| -------------- | -------------- | ----------------------- | -------------- | -------------- |
|                |                | ( 0 - 0, 0 - 0, 1 - 1 ) |                |                |

| 20. april 1987 | Finska | 1 – 3 | Zahodna Nemčija | Dunaj, Avstrija |

| Poročilo tekme | Poročilo tekme | Poročilo tekme          | Poročilo tekme | Poročilo tekme |
| -------------- | -------------- | ----------------------- | -------------- | -------------- |
|                |                | ( 1 - 0, 0 - 3, 0 - 0 ) |                |                |

| 20. april 1987 | Sovjetska zveza | 11 – 2 | ZDA | Dunaj, Avstrija |

| Poročilo tekme | Poročilo tekme | Poročilo tekme          | Poročilo tekme | Poročilo tekme |
| -------------- | -------------- | ----------------------- | -------------- | -------------- |
|                |                | ( 5 - 1, 4 - 0, 2 - 1 ) |                |                |

| 20. april 1987 | Kanada | 6 – 1 | Švica | Dunaj, Avstrija |

| Poročilo tekme | Poročilo tekme | Poročilo tekme          | Poročilo tekme | Poročilo tekme |
| -------------- | -------------- | ----------------------- | -------------- | -------------- |
|                |                | ( 2 - 0, 0 - 1, 4 - 0 ) |                |                |

| 20. april 1987 | Švedska | 2 – 3 | Češkoslovaška | Dunaj, Avstrija |

| Poročilo tekme | Poročilo tekme | Poročilo tekme          | Poročilo tekme | Poročilo tekme |
| -------------- | -------------- | ----------------------- | -------------- | -------------- |
|                |                | ( 0 - 2, 1 - 1, 1 - 0 ) |                |                |

| 21. april 1987 | Kanada | 3 – 5 | Zahodna Nemčija | Dunaj, Avstrija |

| Poročilo tekme | Poročilo tekme | Poročilo tekme          | Poročilo tekme | Poročilo tekme |
| -------------- | -------------- | ----------------------- | -------------- | -------------- |
|                |                | ( 0 - 1, 2 - 3, 1 - 1 ) |                |                |

| 21. april 1987 | Švedska | 12 – 1 | Švica | Dunaj, Avstrija |

| Poročilo tekme | Poročilo tekme | Poročilo tekme          | Poročilo tekme | Poročilo tekme |
| -------------- | -------------- | ----------------------- | -------------- | -------------- |
|                |                | ( 5 - 0, 5 - 0, 2 - 1 ) |                |                |

| 21. april 1987 | Finska | 5 – 2 | ZDA | Dunaj, Avstrija |

| Poročilo tekme | Poročilo tekme | Poročilo tekme          | Poročilo tekme | Poročilo tekme |
| -------------- | -------------- | ----------------------- | -------------- | -------------- |
|                |                | ( 2 - 0, 3 - 0, 0 - 2 ) |                |                |

| 21. april 1987 | Sovjetska zveza | 6 – 1 | Češkoslovaška | Dunaj, Avstrija |

| Poročilo tekme | Poročilo tekme | Poročilo tekme          | Poročilo tekme | Poročilo tekme |
| -------------- | -------------- | ----------------------- | -------------- | -------------- |
|                |                | ( 0 - 0, 3 - 0, 3 - 1 ) |                |                |

| 23. april 1987 | Sovjetska zveza | 4 – 0 | Finska | Dunaj, Avstrija |

| Poročilo tekme | Poročilo tekme | Poročilo tekme          | Poročilo tekme | Poročilo tekme |
| -------------- | -------------- | ----------------------- | -------------- | -------------- |
|                |                | ( 0 - 0, 2 - 0, 2 - 0 ) |                |                |

| 23. april 1987 | Zahodna Nemčija | 4 – 6 | ZDA | Dunaj, Avstrija |

| Poročilo tekme | Poročilo tekme | Poročilo tekme          | Poročilo tekme | Poročilo tekme |
| -------------- | -------------- | ----------------------- | -------------- | -------------- |
|                |                | ( 1 - 0, 0 - 4, 3 - 2 ) |                |                |

| 23. april 1987 | Češkoslovaška | 5 – 2 | Švica | Dunaj, Avstrija |

| Poročilo tekme | Poročilo tekme | Poročilo tekme          | Poročilo tekme | Poročilo tekme |
| -------------- | -------------- | ----------------------- | -------------- | -------------- |
|                |                | ( 0 - 0, 2 - 2, 3 - 0 ) |                |                |

| 23. april 1987 | Švedska | 4 – 3 | Kanada | Dunaj, Avstrija |

| Poročilo tekme | Poročilo tekme | Poročilo tekme          | Poročilo tekme | Poročilo tekme |
| -------------- | -------------- | ----------------------- | -------------- | -------------- |
|                |                | ( 0 - 1, 3 - 0, 1 - 2 ) |                |                |

| 24. april 1987 | Švedska | 1 – 4 | Finska | Dunaj, Avstrija |

| Poročilo tekme | Poročilo tekme | Poročilo tekme          | Poročilo tekme | Poročilo tekme |
| -------------- | -------------- | ----------------------- | -------------- | -------------- |
|                |                | ( 0 - 0, 1 - 1, 0 - 3 ) |                |                |

| 24. april 1987 | Sovjetska zveza | 3 – 2 | Kanada | Dunaj, Avstrija |

| Poročilo tekme | Poročilo tekme | Poročilo tekme          | Poročilo tekme | Poročilo tekme |
| -------------- | -------------- | ----------------------- | -------------- | -------------- |
|                |                | ( 1 - 1, 1 - 1, 1 - 0 ) |                |                |

| 25. april 1987 | ZDA | 6 – 3 | Švica | Dunaj, Avstrija |

| Poročilo tekme | Poročilo tekme | Poročilo tekme          | Poročilo tekme | Poročilo tekme |
| -------------- | -------------- | ----------------------- | -------------- | -------------- |
|                |                | ( 2 - 0, 1 - 1, 3 - 2 ) |                |                |

| 25. april 1987 | Češkoslovaška | 5 – 2 | Zahodna Nemčija | Dunaj, Avstrija |

| Poročilo tekme | Poročilo tekme | Poročilo tekme          | Poročilo tekme | Poročilo tekme |
| -------------- | -------------- | ----------------------- | -------------- | -------------- |
|                |                | ( 1 - 0, 1 - 2, 3 - 0 ) |                |                |

| 26. april 1987 | Kanada | 7 – 2 | Finska | Dunaj, Avstrija |

| Poročilo tekme | Poročilo tekme | Poročilo tekme          | Poročilo tekme | Poročilo tekme |
| -------------- | -------------- | ----------------------- | -------------- | -------------- |
|                |                | ( 3 - 0, 2 - 1, 2 - 1 ) |                |                |

| 26. april 1987 | Sovjetska zveza | 4 – 2 | Švedska | Dunaj, Avstrija |

| Poročilo tekme | Poročilo tekme | Poročilo tekme          | Poročilo tekme | Poročilo tekme |
| -------------- | -------------- | ----------------------- | -------------- | -------------- |
|                |                | ( 1 - 1, 2 - 1, 1 - 0 ) |                |                |

| 27. april 1987 | Zahodna Nemčija | 4 – 3 | Švica | Dunaj, Avstrija |

| Poročilo tekme | Poročilo tekme | Poročilo tekme          | Poročilo tekme | Poročilo tekme |
| -------------- | -------------- | ----------------------- | -------------- | -------------- |
|                |                | ( 1 - 1, 2 - 2, 1 - 0 ) |                |                |

| 27. april 1987 | Češkoslovaška | 4 – 01 | ZDA | Dunaj, Avstrija |

| Poročilo tekme | Poročilo tekme | Poročilo tekme                                                                                          | Poročilo tekme | Poročilo tekme |
| -------------- | -------------- | --- | -------------- | -------------- |
|                |                | 1 Zaradi dopinga v ameriški reprezentanci je bil rezultat 4:0, na tekmi je češkoslovaška zmagala s 4:2. |                |                |

##### Lestvica
OT-odigrane tekme, z-zmage, n-neodločeni izidi, P-porazi, DG-doseženo goli, PG-prejeti goli, GR-gol razlika, T-točke.
| #  | Reprezentanca   | OT | Z | N | P | DG | PG | GR  | T  |
| -- | --------------- | -- | - | - | - | -- | -- | --- | -- |
| 1. | Sovjetska zveza | 7  | 7 | 0 | 0 | 48 | 12 | +36 | 14 |
| 2. | Češkoslovaška   | 7  | 5 | 1 | 1 | 24 | 15 | +9  | 11 |
| 3. | Švedska         | 7  | 4 | 3 | 0 | 30 | 17 | +13 | 8  |
| 4. | Kanada          | 7  | 3 | 3 | 1 | 25 | 17 | +8  | 7  |
| 5. | Zahodna Nemčija | 7  | 3 | 4 | 0 | 18 | 28 | -10 | 6  |
| 6. | Finska          | 7  | 3 | 4 | 0 | 17 | 24 | -7  | 6  |
| 7. | ZDA             | 7  | 2 | 5 | 0 | 19 | 36 | -17 | 4  |
| 8. | Švica           | 7  | 0 | 7 | 0 | 17 | 49 | -32 | 0  |

#### Boj za obstanek
| 28. april 1987 | Zahodna Nemčija | 8 – 1 | Švica | Dunaj, Avstrija |

| Poročilo tekme | Poročilo tekme | Poročilo tekme          | Poročilo tekme | Poročilo tekme |
| -------------- | -------------- | ----------------------- | -------------- | -------------- |
|                |                | ( 4 - 0, 2 - 0, 2 - 1 ) |                |                |

| 28. april 1987 | Finska | 6 – 4 | ZDA | Dunaj, Avstrija |

| Poročilo tekme | Poročilo tekme | Poročilo tekme          | Poročilo tekme | Poročilo tekme |
| -------------- | -------------- | ----------------------- | -------------- | -------------- |
|                |                | ( 1 - 2, 4 - 2, 1 - 0 ) |                |                |

| 30. april 1987 | Finska | 7 – 4 | Švica | Dunaj, Avstrija |

| Poročilo tekme | Poročilo tekme | Poročilo tekme          | Poročilo tekme | Poročilo tekme |
| -------------- | -------------- | ----------------------- | -------------- | -------------- |
|                |                | ( 1 - 1, 4 - 3, 2 - 0 ) |                |                |

| 30. april 1987 | Zahodna Nemčija | 3 – 6 | ZDA | Dunaj, Avstrija |

| Poročilo tekme | Poročilo tekme | Poročilo tekme    | Poročilo tekme | Poročilo tekme |
| -------------- | -------------- | ----------------- | -------------- | -------------- |
|                |                | ( 1-2, 1-2, 1-2 ) |                |                |

| 2. maj 1987 | ZDA | 7 – 4 | Švica | Dunaj, Avstrija |

| Poročilo tekme | Poročilo tekme | Poročilo tekme          | Poročilo tekme | Poročilo tekme |
| -------------- | -------------- | ----------------------- | -------------- | -------------- |
|                |                | ( 2 - 0, 2 - 3, 3 - 1 ) |                |                |

| 2. maj 1987 | Finska | 2 – 2 | Zahodna Nemčija | Dunaj, Avstrija |

| Poročilo tekme | Poročilo tekme | Poročilo tekme          | Poročilo tekme | Poročilo tekme |
| -------------- | -------------- | ----------------------- | -------------- | -------------- |
|                |                | ( 1 - 2, 1 - 0, 0 - 0 ) |                |                |

##### Lestvica
OT-odigrane tekme, z-zmage, n-neodločeni izidi, P-porazi, DG-doseženo goli, PG-prejeti goli, GR-gol razlika, T-točke.
| #  | Reprezentanca   | OT | Z | N  | P | DG | PG | GR  | T |
| -- | --------------- | -- | - | -- | - | -- | -- | --- | - |
| 5. | Finska          | 10 | 5 | 4  | 1 | 32 | 34 | -2  | 1 |
| 6. | Zahodna Nemčija | 10 | 4 | 5  | 1 | 31 | 37 | -6  | 9 |
| 7. | ZDA             | 10 | 4 | 6  | 0 | 36 | 49 | -13 | 8 |
| 8. | Švica           | 10 | 0 | 10 | 0 | 26 | 71 | -45 | 0 |

- Švicarska reprezentanca je izpadla v skupino B.

#### Boj za 1. do 4. mesto
| 29. april 1987 | Sovjetska zveza | 0 – 0 | Kanada | Dunaj, Avstrija |

| Poročilo tekme | Poročilo tekme | Poročilo tekme          | Poročilo tekme | Poročilo tekme |
| -------------- | -------------- | ----------------------- | -------------- | -------------- |
|                |                | ( 0 - 0, 0 - 0, 0 - 0 ) |                |                |

| 29. april 1987 | Češkoslovaška | 3 – 3 | Švedska | Dunaj, Avstrija |

| Poročilo tekme | Poročilo tekme | Poročilo tekme          | Poročilo tekme | Poročilo tekme |
| -------------- | -------------- | ----------------------- | -------------- | -------------- |
|                |                | ( 3 - 1, 0 - 1, 0 - 1 ) |                |                |

| 1. maj 1987 | Češkoslovaška | 4 – 2 | Kanada | Dunaj, Avstrija |

| Poročilo tekme | Poročilo tekme | Poročilo tekme          | Poročilo tekme | Poročilo tekme |
| -------------- | -------------- | ----------------------- | -------------- | -------------- |
|                |                | ( 2 - 1, 0 - 1, 2 - 0 ) |                |                |

| 1. maj 1987 | Sovjetska zveza | 2 – 2 | Švedska | Dunaj, Avstrija |

| Poročilo tekme | Poročilo tekme | Poročilo tekme          | Poročilo tekme | Poročilo tekme |
| -------------- | -------------- | ----------------------- | -------------- | -------------- |
|                |                | ( 1 - 1, 0 - 0, 1 - 1 ) |                |                |

| 3. maj 1987 | Švedska | 9 – 0 | Kanada | Dunaj, Avstrija |

| Poročilo tekme | Poročilo tekme | Poročilo tekme          | Poročilo tekme | Poročilo tekme |
| -------------- | -------------- | ----------------------- | -------------- | -------------- |
|                |                | ( 3 - 0, 2 - 0, 4 - 0 ) |                |                |

| 3. maj 1987 | Sovjetska zveza | 2 – 1 | Češkoslovaška | Dunaj, Avstrija |

| Poročilo tekme | Poročilo tekme | Poročilo tekme          | Poročilo tekme | Poročilo tekme |
| -------------- | -------------- | ----------------------- | -------------- | -------------- |
|                |                | ( 0 - 1, 0 - 0, 2 - 0 ) |                |                |

##### Lestvica
OT-odigrane tekme, z-zmage, n-neodločeni izidi, P-porazi, DG-doseženo goli, PG-prejeti goli, GR-gol razlika, T-točke.
| #  | Reprezentanca   | OT | Z | N | P | DG | PG | GR  | T |
| -- | --------------- | -- | - | - | - | -- | -- | --- | - |
| 1. | Švedska         | 3  | 1 | 0 | 2 | 14 | 5  | +9  | 4 |
| 2. | Sovjetska zveza | 3  | 1 | 0 | 2 | 4  | 3  | +1  | 4 |
| 3. | Češkoslovaška   | 3  | 1 | 1 | 1 | 8  | 7  | +1  | 3 |
| 4. | Kanada          | 3  | 0 | 2 | 1 | 2  | 13 | -11 | 1 |

### SP Skupine B
| 26. marec 1987 | Francija | 5:5 | Norveška | Canazei, Italija |

| Poročilo tekme      | Poročilo tekme | Poročilo tekme | Poročilo tekme | Poročilo tekme |
| ------------------- | -------------- | -------------- | -------------- | -------------- |
| Začetek: ni podatka |                |                |                |                |

| 26. marec 1987 | Italija | 7:3 | Kitajska | Canazei, Italija |

| Poročilo tekme      | Poročilo tekme | Poročilo tekme | Poročilo tekme | Poročilo tekme |
| ------------------- | -------------- | -------------- | -------------- | -------------- |
| Začetek: ni podatka |                |                |                |                |

| 27. marec 1987 | Avstrija | 6:5 | Francija | Canazei, Italija |

| Poročilo tekme      | Poročilo tekme | Poročilo tekme | Poročilo tekme | Poročilo tekme |
| ------------------- | -------------- | -------------- | -------------- | -------------- |
| Začetek: ni podatka |                |                |                |                |

| 27. marec 1987 | Poljska | 14:0 | Kitajska | Canazei, Italija |

| Poročilo tekme      | Poročilo tekme | Poročilo tekme | Poročilo tekme | Poročilo tekme |
| ------------------- | -------------- | -------------- | -------------- | -------------- |
| Začetek: ni podatka |                |                |                |                |

| 27. marec 1987 | Vzhodna Nemčija | 6:6 | Nizozemska | Canazei, Italija |

| Poročilo tekme      | Poročilo tekme | Poročilo tekme | Poročilo tekme | Poročilo tekme |
| ------------------- | -------------- | -------------- | -------------- | -------------- |
| Začetek: ni podatka |                |                |                |                |

| 28. marec 1987 | Vzhodna Nemčija | 2:6 | Norveška | Canazei, Italija |

| Poročilo tekme      | Poročilo tekme | Poročilo tekme | Poročilo tekme | Poročilo tekme |
| ------------------- | -------------- | -------------- | -------------- | -------------- |
| Začetek: ni podatka |                |                |                |                |

| 28. marec 1987 | Italija | 8:6 | Nizozemska | Canazei, Italija |

| Poročilo tekme      | Poročilo tekme | Poročilo tekme | Poročilo tekme | Poročilo tekme |
| ------------------- | -------------- | -------------- | -------------- | -------------- |
| Začetek: ni podatka |                |                |                |                |

| 29. marec 1987 | Poljska | 5:1 | Norveška | Canazei, Italija |

| Poročilo tekme      | Poročilo tekme | Poročilo tekme | Poročilo tekme | Poročilo tekme |
| ------------------- | -------------- | -------------- | -------------- | -------------- |
| Začetek: ni podatka |                |                |                |                |

| 29. marec 1987 | Avstrija | 11:3 | Kitajska | Canazei, Italija |

| Poročilo tekme      | Poročilo tekme | Poročilo tekme | Poročilo tekme | Poročilo tekme |
| ------------------- | -------------- | -------------- | -------------- | -------------- |
| Začetek: ni podatka |                |                |                |                |

| 29. marec 1987 | Italija | 1:3 | Francija | Canazei, Italija |

| Poročilo tekme      | Poročilo tekme | Poročilo tekme | Poročilo tekme | Poročilo tekme |
| ------------------- | -------------- | -------------- | -------------- | -------------- |
| Začetek: ni podatka |                |                |                |                |

| 30. marec 1987 | Avstrija | 6:4 | Nizozemska | Canazei, Italija |

| Poročilo tekme      | Poročilo tekme | Poročilo tekme | Poročilo tekme | Poročilo tekme |
| ------------------- | -------------- | -------------- | -------------- | -------------- |
| Začetek: ni podatka |                |                |                |                |

| 30. marec 1987 | Poljska | 1:2 | Vzhodna Nemčija | Canazei, Italija |

| Poročilo tekme      | Poročilo tekme | Poročilo tekme | Poročilo tekme | Poročilo tekme |
| ------------------- | -------------- | -------------- | -------------- | -------------- |
| Začetek: ni podatka |                |                |                |                |

| 31. marec 1987 | Norveška | 4:2 | Kitajska | Canazei, Italija |

| Poročilo tekme      | Poročilo tekme | Poročilo tekme | Poročilo tekme | Poročilo tekme |
| ------------------- | -------------- | -------------- | -------------- | -------------- |
| Začetek: ni podatka |                |                |                |                |

| 31. marec 1987 | Italija | 5:5 | Vzhodna Nemčija | Canazei, Italija |

| Poročilo tekme      | Poročilo tekme | Poročilo tekme | Poročilo tekme | Poročilo tekme |
| ------------------- | -------------- | -------------- | -------------- | -------------- |
| Začetek: ni podatka |                |                |                |                |

| 31. marec 1987 | Francija | 5:3 | Nizozemska | Canazei, Italija |

| Poročilo tekme      | Poročilo tekme | Poročilo tekme | Poročilo tekme | Poročilo tekme |
| ------------------- | -------------- | -------------- | -------------- | -------------- |
| Začetek: ni podatka |                |                |                |                |

| 1. april 1987 | Poljska | 6:2 | Francija | Canazei, Italija |

| Poročilo tekme      | Poročilo tekme | Poročilo tekme | Poročilo tekme | Poročilo tekme |
| ------------------- | -------------- | -------------- | -------------- | -------------- |
| Začetek: ni podatka |                |                |                |                |

| 1. april 1987 | Avstrija | 3:5 | Norveška | Canazei, Italija |

| Poročilo tekme      | Poročilo tekme | Poročilo tekme | Poročilo tekme | Poročilo tekme |
| ------------------- | -------------- | -------------- | -------------- | -------------- |
| Začetek: ni podatka |                |                |                |                |

| 2. april 1987 | Poljska | 3:0 | Nizozemska | Canazei, Italija |

| Poročilo tekme      | Poročilo tekme | Poročilo tekme | Poročilo tekme | Poročilo tekme |
| ------------------- | -------------- | -------------- | -------------- | -------------- |
| Začetek: ni podatka |                |                |                |                |

| 2. april 1987 | Vzhodna Nemčija | 5:1 | Kitajska | Canazei, Italija |

| Poročilo tekme      | Poročilo tekme | Poročilo tekme | Poročilo tekme | Poročilo tekme |
| ------------------- | -------------- | -------------- | -------------- | -------------- |
| Začetek: ni podatka |                |                |                |                |

| 2. april 1987 | Italija | 1:4 | Avstrija | Canazei, Italija |

| Poročilo tekme      | Poročilo tekme | Poročilo tekme | Poročilo tekme | Poročilo tekme |
| ------------------- | -------------- | -------------- | -------------- | -------------- |
| Začetek: ni podatka |                |                |                |                |

| 3. april 1987 | Vzhodna Nemčija | 2:5 | Francija | Canazei, Italija |

| Poročilo tekme      | Poročilo tekme | Poročilo tekme | Poročilo tekme | Poročilo tekme |
| ------------------- | -------------- | -------------- | -------------- | -------------- |
| Začetek: ni podatka |                |                |                |                |

| 3. april 1987 | Nizozemska | 4:7 | Norveška | Canazei, Italija |

| Poročilo tekme      | Poročilo tekme | Poročilo tekme | Poročilo tekme | Poročilo tekme |
| ------------------- | -------------- | -------------- | -------------- | -------------- |
| Začetek: ni podatka |                |                |                |                |

| 4. april 1987 | Francija | 12:3 | Kitajska | Canazei, Italija |

| Poročilo tekme      | Poročilo tekme | Poročilo tekme | Poročilo tekme | Poročilo tekme |
| ------------------- | -------------- | -------------- | -------------- | -------------- |
| Začetek: ni podatka |                |                |                |                |

| 4. april 1987 | Poljska | 6:4 | Avstrija | Canazei, Italija |

| Poročilo tekme      | Poročilo tekme | Poročilo tekme | Poročilo tekme | Poročilo tekme |
| ------------------- | -------------- | -------------- | -------------- | -------------- |
| Začetek: ni podatka |                |                |                |                |

| 4. april 1987 | Italija | 4:5 | Norveška | Canazei, Italija |

| Poročilo tekme      | Poročilo tekme | Poročilo tekme | Poročilo tekme | Poročilo tekme |
| ------------------- | -------------- | -------------- | -------------- | -------------- |
| Začetek: ni podatka |                |                |                |                |

| 5. april 1987 | Nizozemska | 7:2 | Kitajska | Canazei, Italija |

| Poročilo tekme      | Poročilo tekme | Poročilo tekme | Poročilo tekme | Poročilo tekme |
| ------------------- | -------------- | -------------- | -------------- | -------------- |
| Začetek: ni podatka |                |                |                |                |

| 5. april 1987 | Avstrija | 7:3 | Vzhodna Nemčija | Canazei, Italija |

| Poročilo tekme      | Poročilo tekme | Poročilo tekme | Poročilo tekme | Poročilo tekme |
| ------------------- | -------------- | -------------- | -------------- | -------------- |
| Začetek: ni podatka |                |                |                |                |

| 5. april 1987 | Italija | 2:4 | Poljska | Canazei, Italija |

| Poročilo tekme      | Poročilo tekme | Poročilo tekme | Poročilo tekme | Poročilo tekme |
| ------------------- | -------------- | -------------- | -------------- | -------------- |
| Začetek: ni podatka |                |                |                |                |

#### Lestvica
OT-odigrane tekme, z-zmage, n-neodločeni izidi, P-porazi, DG-doseženo goli, PG-prejeti goli, GR-gol razlika, T-točke.
| #  | Reprezentanca   | OT | Z | N | P | DG | PG | GR  | T  |
| -- | --------------- | -- | - | - | - | -- | -- | --- | -- |
| 9  | Poljska         | 7  | 6 | 1 | 0 | 39 | 11 | +28 | 12 |
| 10 | Norveška        | 7  | 5 | 1 | 1 | 33 | 25 | +7  | 11 |
| 11 | Avstrija        | 7  | 5 | 2 | 0 | 41 | 27 | +14 | 10 |
| 12 | Francija        | 7  | 4 | 2 | 1 | 37 | 26 | +11 | 9  |
| 13 | Vzhodna Nemčija | 7  | 2 | 3 | 2 | 25 | 31 | -6  | 6  |
| 14 | Italija         | 7  | 2 | 4 | 1 | 28 | 30 | -2  | 5  |
| 15 | Nizozemska      | 7  | 1 | 5 | 1 | 30 | 37 | -7  | 3  |
| 16 | Kitajska        | 7  | 0 | 7 | 0 | 14 | 60 | -46 | 0  |

- Poljska reprezentanca se je uvrstila v skupino A.
- Kitajska reprezentanca je izpadla v skupino C.

### SP Skupine C
| 20. marec 1987 | Romunija | 7:3 | Bolgarija | København, Danska |

| Poročilo tekme      | Poročilo tekme | Poročilo tekme | Poročilo tekme | Poročilo tekme |
| ------------------- | -------------- | -------------- | -------------- | -------------- |
| Začetek: ni podatka |                |                |                |                |

| 20. marec 1987 | Japonska | 24:0 | Belgija | København, Danska |

| Poročilo tekme      | Poročilo tekme | Poročilo tekme | Poročilo tekme | Poročilo tekme |
| ------------------- | -------------- | -------------- | -------------- | -------------- |
| Začetek: ni podatka |                |                |                |                |

| 20. marec 1987 | Jugoslavija | 6:2 | Madžarska | København, Danska |

| Poročilo tekme      | Poročilo tekme | Poročilo tekme | Poročilo tekme | Poročilo tekme |
| ------------------- | -------------- | -------------- | -------------- | -------------- |
| Začetek: ni podatka |                |                |                |                |

| 20. marec 1987 | Danska | 9:1 | Severna Koreja | København, Danska |

| Poročilo tekme      | Poročilo tekme | Poročilo tekme | Poročilo tekme | Poročilo tekme |
| ------------------- | -------------- | -------------- | -------------- | -------------- |
| Začetek: ni podatka |                |                |                |                |

| 21. marec 1987 | Japonska | 11:2 | Bolgarija | København, Danska |

| Poročilo tekme      | Poročilo tekme | Poročilo tekme | Poročilo tekme | Poročilo tekme |
| ------------------- | -------------- | -------------- | -------------- | -------------- |
| Začetek: ni podatka |                |                |                |                |

| 21. marec 1987 | Romunija | 19:1 | Belgija | København, Danska |

| Poročilo tekme      | Poročilo tekme | Poročilo tekme | Poročilo tekme | Poročilo tekme |
| ------------------- | -------------- | -------------- | -------------- | -------------- |
| Začetek: ni podatka |                |                |                |                |

| 22. marec 1987 | Jugoslavija | 8:2 | Severna Koreja | København, Danska |

| Poročilo tekme      | Poročilo tekme | Poročilo tekme | Poročilo tekme | Poročilo tekme |
| ------------------- | -------------- | -------------- | -------------- | -------------- |
| Začetek: ni podatka |                |                |                |                |

| 22. marec 1987 | Danska | 6:4 | Madžarska | København, Danska |

| Poročilo tekme      | Poročilo tekme | Poročilo tekme | Poročilo tekme | Poročilo tekme |
| ------------------- | -------------- | -------------- | -------------- | -------------- |
| Začetek: ni podatka |                |                |                |                |

| 23. marec 1987 | Japonska | 3:5 | Romunija | København, Danska |

| Poročilo tekme      | Poročilo tekme | Poročilo tekme | Poročilo tekme | Poročilo tekme |
| ------------------- | -------------- | -------------- | -------------- | -------------- |
| Začetek: ni podatka |                |                |                |                |

| 23. marec 1987 | Bolgarija | 6:0 | Belgija | København, Danska |

| Poročilo tekme      | Poročilo tekme | Poročilo tekme | Poročilo tekme | Poročilo tekme |
| ------------------- | -------------- | -------------- | -------------- | -------------- |
| Začetek: ni podatka |                |                |                |                |

| 23. marec 1987 | Madžarska | 9:3 | Severna Koreja | København, Danska |

| Poročilo tekme      | Poročilo tekme | Poročilo tekme | Poročilo tekme | Poročilo tekme |
| ------------------- | -------------- | -------------- | -------------- | -------------- |
| Začetek: ni podatka |                |                |                |                |

| 23. marec 1987 | Danska | 6:6 | Jugoslavija | København, Danska |

| Poročilo tekme      | Poročilo tekme | Poročilo tekme | Poročilo tekme | Poročilo tekme |
| ------------------- | -------------- | -------------- | -------------- | -------------- |
| Začetek: ni podatka |                |                |                |                |

| 25. marec 1987 | Romunija | 7:1 | Severna Koreja | København, Danska |

| Poročilo tekme      | Poročilo tekme | Poročilo tekme | Poročilo tekme | Poročilo tekme |
| ------------------- | -------------- | -------------- | -------------- | -------------- |
| Začetek: ni podatka |                |                |                |                |

| 25. marec 1987 | Jugoslavija | 3:3 | Bolgarija | København, Danska |

| Poročilo tekme      | Poročilo tekme | Poročilo tekme | Poročilo tekme | Poročilo tekme |
| ------------------- | -------------- | -------------- | -------------- | -------------- |
| Začetek: ni podatka |                |                |                |                |

| 25. marec 1987 | Japonska | 3:1 | Madžarska | København, Danska |

| Poročilo tekme      | Poročilo tekme | Poročilo tekme | Poročilo tekme | Poročilo tekme |
| ------------------- | -------------- | -------------- | -------------- | -------------- |
| Začetek: ni podatka |                |                |                |                |

| 25. marec 1987 | Danska | 8:1 | Belgija | København, Danska |

| Poročilo tekme      | Poročilo tekme | Poročilo tekme | Poročilo tekme | Poročilo tekme |
| ------------------- | -------------- | -------------- | -------------- | -------------- |
| Začetek: ni podatka |                |                |                |                |

| 26. marec 1987 | Japonska | 5:5 | Jugoslavija | København, Danska |

| Poročilo tekme      | Poročilo tekme | Poročilo tekme | Poročilo tekme | Poročilo tekme |
| ------------------- | -------------- | -------------- | -------------- | -------------- |
| Začetek: ni podatka |                |                |                |                |

| 26. marec 1987 | Madžarska | 9:4 | Belgija | København, Danska |

| Poročilo tekme      | Poročilo tekme | Poročilo tekme | Poročilo tekme | Poročilo tekme |
| ------------------- | -------------- | -------------- | -------------- | -------------- |
| Začetek: ni podatka |                |                |                |                |

| 26. marec 1987 | Bolgarija | 2:3 | Severna Koreja | København, Danska |

| Poročilo tekme      | Poročilo tekme | Poročilo tekme | Poročilo tekme | Poročilo tekme |
| ------------------- | -------------- | -------------- | -------------- | -------------- |
| Začetek: ni podatka |                |                |                |                |

| 26. marec 1987 | Danska | 8:2 | Romunija | København, Danska |

| Poročilo tekme      | Poročilo tekme | Poročilo tekme | Poročilo tekme | Poročilo tekme |
| ------------------- | -------------- | -------------- | -------------- | -------------- |
| Začetek: ni podatka |                |                |                |                |

| 28. marec 1987 | Romunija | 4:2 | Madžarska | København, Danska |

| Poročilo tekme      | Poročilo tekme | Poročilo tekme | Poročilo tekme | Poročilo tekme |
| ------------------- | -------------- | -------------- | -------------- | -------------- |
| Začetek: ni podatka |                |                |                |                |

| 28. marec 1987 | Jugoslavija | 28:1 | Belgija | København, Danska |

| Poročilo tekme      | Poročilo tekme | Poročilo tekme | Poročilo tekme | Poročilo tekme |
| ------------------- | -------------- | -------------- | -------------- | -------------- |
| Začetek: ni podatka |                |                |                |                |

| 28. marec 1987 | Japonska | 9:0 | Severna Koreja | København, Danska |

| Poročilo tekme      | Poročilo tekme | Poročilo tekme | Poročilo tekme | Poročilo tekme |
| ------------------- | -------------- | -------------- | -------------- | -------------- |
| Začetek: ni podatka |                |                |                |                |

| 28. marec 1987 | Danska | 10:3 | Bolgarija | København, Danska |

| Poročilo tekme      | Poročilo tekme | Poročilo tekme | Poročilo tekme | Poročilo tekme |
| ------------------- | -------------- | -------------- | -------------- | -------------- |
| Začetek: ni podatka |                |                |                |                |

| 29. marec 1987 | Severna Koreja | 3:1 | Belgija | København, Danska |

| Poročilo tekme      | Poročilo tekme | Poročilo tekme | Poročilo tekme | Poročilo tekme |
| ------------------- | -------------- | -------------- | -------------- | -------------- |
| Začetek: ni podatka |                |                |                |                |

| 29. marec 1987 | Jugoslavija | 4:4 | Romunija | København, Danska |

| Poročilo tekme      | Poročilo tekme | Poročilo tekme | Poročilo tekme | Poročilo tekme |
| ------------------- | -------------- | -------------- | -------------- | -------------- |
| Začetek: ni podatka |                |                |                |                |

| 29. marec 1987 | Madžarska | 6:2 | Bolgarija | København, Danska |

| Poročilo tekme      | Poročilo tekme | Poročilo tekme | Poročilo tekme | Poročilo tekme |
| ------------------- | -------------- | -------------- | -------------- | -------------- |
| Začetek: ni podatka |                |                |                |                |

| 29. marec 1987 | Danska | 0:6 | Japonska | København, Danska |

| Poročilo tekme      | Poročilo tekme | Poročilo tekme | Poročilo tekme | Poročilo tekme |
| ------------------- | -------------- | -------------- | -------------- | -------------- |
| Začetek: ni podatka |                |                |                |                |

#### Lestvica
OT-odigrane tekme, z-zmage, n-neodločeni izidi, P-porazi, DG-doseženo goli, PG-prejeti goli, GR-gol razlika, T-točke.
| #  | Reprezentanca  | OT | Z | N | P | DG | PG | GR  | T  |
| -- | -------------- | -- | - | - | - | -- | -- | --- | -- |
| 17 | Japonska       | 7  | 5 | 1 | 1 | 61 | 13 | +48 | 11 |
| 18 | Danska         | 7  | 5 | 1 | 1 | 47 | 23 | +24 | 11 |
| 19 | Romunija       | 7  | 5 | 1 | 1 | 48 | 22 | +26 | 11 |
| 20 | Jugoslavija    | 7  | 3 | 0 | 4 | 60 | 23 | +27 | 10 |
| 21 | Madžarska      | 7  | 3 | 4 | 0 | 33 | 28 | +5  | 6  |
| 22 | Severna Koreja | 7  | 2 | 5 | 0 | 13 | 45 | -32 | 4  |
| 23 | Bolgarija      | 7  | 1 | 5 | 1 | 21 | 40 | -19 | 3  |
| 24 | Belgija        | 7  | 0 | 7 | 0 | 8  | 97 | -91 | 0  |

- Japonska, danska in romunska reprezentanca so se uvrstile v skupino B.
- Belgijska reprezentanca je izpadla v skupino D.

### SP Skupine D
| 13. marec 1987 | Avstralija | 37:0 | Hongkong | Perth, Avstralija |

| Poročilo tekme      | Poročilo tekme | Poročilo tekme | Poročilo tekme | Poročilo tekme |
| ------------------- | -------------- | -------------- | -------------- | -------------- |
| Začetek: ni podatka |                |                |                |                |

| 13. marec 1987 | Južna Koreja | 35:2 | Nova Zelandija | Perth, Avstralija |

| Poročilo tekme      | Poročilo tekme | Poročilo tekme | Poročilo tekme | Poročilo tekme |
| ------------------- | -------------- | -------------- | -------------- | -------------- |
| Začetek: ni podatka |                |                |                |                |

| 14. marec 1987 | Avstralija | 58:0 | Nova Zelandija | Perth, Avstralija |

| Poročilo tekme      | Poročilo tekme | Poročilo tekme | Poročilo tekme | Poročilo tekme |
| ------------------- | -------------- | -------------- | -------------- | -------------- |
| Začetek: ni podatka |                |                |                |                |

| 14. marec 1987 | Južna Koreja | 44:0 | Hongkong | Perth, Avstralija |

| Poročilo tekme      | Poročilo tekme | Poročilo tekme | Poročilo tekme | Poročilo tekme |
| ------------------- | -------------- | -------------- | -------------- | -------------- |
| Začetek: ni podatka |                |                |                |                |

| 15. marec 1987 | Nova Zelandija | 19:0 | Hongkong | Perth, Avstralija |

| Poročilo tekme      | Poročilo tekme | Poročilo tekme | Poročilo tekme | Poročilo tekme |
| ------------------- | -------------- | -------------- | -------------- | -------------- |
| Začetek: ni podatka |                |                |                |                |

| 15. marec 1987 | Avstralija | 7:2 | Južna Koreja | Perth, Avstralija |

| Poročilo tekme      | Poročilo tekme | Poročilo tekme | Poročilo tekme | Poročilo tekme |
| ------------------- | -------------- | -------------- | -------------- | -------------- |
| Začetek: ni podatka |                |                |                |                |

| 17. marec 1987 | Avstralija | 42:0 | Hongkong | Perth, Avstralija |

| Poročilo tekme      | Poročilo tekme | Poročilo tekme | Poročilo tekme | Poročilo tekme |
| ------------------- | -------------- | -------------- | -------------- | -------------- |
| Začetek: ni podatka |                |                |                |                |

| 17. marec 1987 | Južna Koreja | 21:2 | Nova Zelandija | Perth, Avstralija |

| Poročilo tekme      | Poročilo tekme | Poročilo tekme | Poročilo tekme | Poročilo tekme |
| ------------------- | -------------- | -------------- | -------------- | -------------- |
| Začetek: ni podatka |                |                |                |                |

| 18. marec 1987 | Avstralija | 29:0 | Nova Zelandija | Perth, Avstralija |

| Poročilo tekme      | Poročilo tekme | Poročilo tekme | Poročilo tekme | Poročilo tekme |
| ------------------- | -------------- | -------------- | -------------- | -------------- |
| Začetek: ni podatka |                |                |                |                |

| 18. marec 1987 | Južna Koreja | 24:1 | Hongkong | Perth, Avstralija |

| Poročilo tekme      | Poročilo tekme | Poročilo tekme | Poročilo tekme | Poročilo tekme |
| ------------------- | -------------- | -------------- | -------------- | -------------- |
| Začetek: ni podatka |                |                |                |                |

| 20. marec 1987 | Nova Zelandija | 19:0 | Hongkong | Perth, Avstralija |

| Poročilo tekme      | Poročilo tekme | Poročilo tekme | Poročilo tekme | Poročilo tekme |
| ------------------- | -------------- | -------------- | -------------- | -------------- |
| Začetek: ni podatka |                |                |                |                |

| 20. marec 1987 | Avstralija | 4:4 | Južna Koreja | Perth, Avstralija |

| Poročilo tekme      | Poročilo tekme | Poročilo tekme | Poročilo tekme | Poročilo tekme |
| ------------------- | -------------- | -------------- | -------------- | -------------- |
| Začetek: ni podatka |                |                |                |                |

#### Lestvica
OT-odigrane tekme, z-zmage, n-neodločeni izidi, P-porazi, DG-doseženo goli, PG-prejeti goli, GR-gol razlika, T-točke.
| #  | Reprezentanca  | OT | Z | N | P | DG  | PG  | GR   | T  |
| -- | -------------- | -- | - | - | - | --- | --- | ---- | -- |
| 25 | Avstralija     | 6  | 5 | 0 | 1 | 176 | 6   | +171 | 11 |
| 26 | Južna Koreja   | 6  | 4 | 1 | 1 | 130 | 16  | +114 | 9  |
| 27 | Nova Zelandija | 6  | 2 | 4 | 0 | 42  | 142 | -100 | 4  |
| 28 | Hongkong       | 6  | 0 | 6 | 0 | 1   | 185 | -184 | 0  |

- Avstralska in južnokorejska reprezentanca sta se uvrstili v skupino C.

## Končni vrstni red
1. Švedska
2. Sovjetska zveza
3. Češkoslovaška
4. Kanada
5. Finska
6. Zahodna Nemčija
7. ZDA
8. Švica
9. Poljska
10. Norveška
11. Avstrija
12. Francija
13. Vzhodna Nemčija
14. Italija
15. Nizozemska
16. Kitajska
17. Japonska
18. Danska
19. Romunija
20. Jugoslavija
21. Madžarska
22. Severna Koreja
23. Bolgarija
24. Belgija
25. Avstralija
26. Južna Koreja
27. Nova Zelandija
28. Hongkong